# Wake Up (canción de Eliot)

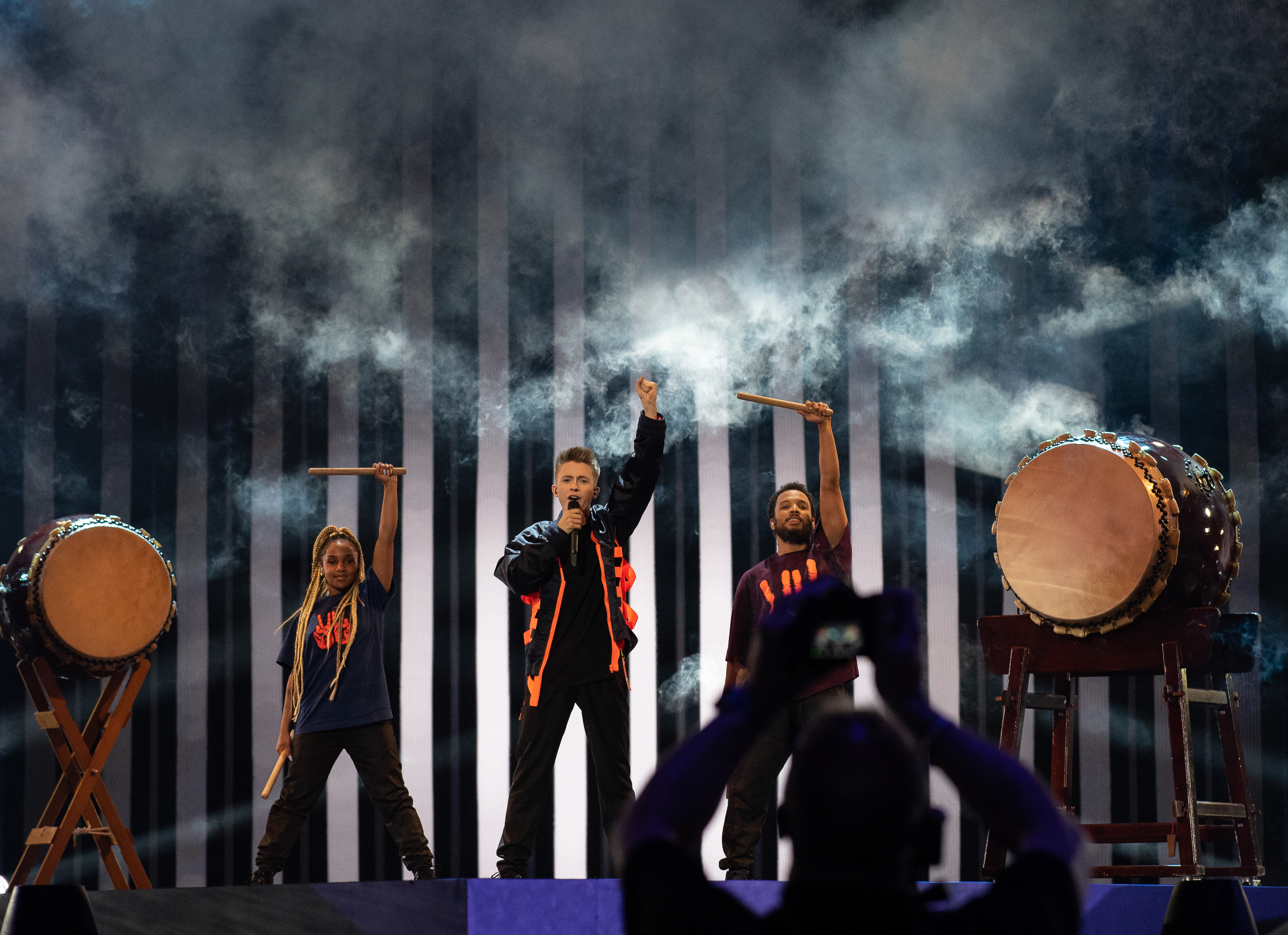
En el ensayo general de la semifinal 1 del Festival de la Canción de Eurovisión 2019

«Wake Up» es una canción del cantante belga Eliot Vassamillet. La canción representó a Bélgica en el Festival de la Canción de Eurovisión 2019 en Tel Aviv, donde fue interpretada durante la primera semifinal, pero que no se clasificó para la final. La canción fue lanzada el 28 de febrero de 2019.

## Festival de la Canción de Eurovisión
La canción fue seleccionada para representar a Bélgica en el Festival de la Canción de Eurovisión 2019 después de que Eliot Vassamillet fuese internamente seleccionado por la emisora belga. El 28 de enero de 2019, se llevó a cabo un sorteo especial de asignación en el cual se colocó a cada país en una de las semifinales además de en qué mitad del espectáculo actuarían. Bélgica fue colocada en la primera semifinal, que se llevaría a cabo el 14 de mayo de 2019, y su actuación fue programada para la segunda mitad del espectáculo. Una vez que todas las canciones que iban a competir para el festival del 2019 fueron lanzadas,el orden para el semi-las finales lo decidieron los productores del espectáculo en lugar de hacerlo a través de otro sorteo, de modo que no se colocaran las canciones similares una seguida de otra. Bélgica actuó la décima posición. Sin embargo, la canción no consiguió clasificarse para la gran final.